# Couffy-sur-Sarsonne
Couffy-sur-Sarsonne – miejscowość i gmina we Francji, w regionie Nowa Akwitania, w departamencie Corrèze.
Według danych na rok 1990 gminę zamieszkiwało 89 osób, a gęstość zaludnienia wynosiła 6 osób/km² (wśród 747 gmin Limousin Couffy-sur-Sarsonne plasuje się na 515. miejscu pod względem liczby ludności, natomiast pod względem powierzchni na miejscu 448.).

## Populacja

Populacja Couffy-sur-Sarsonne w latach 1962–2008